# 고령군의 향토문화유산
고령군의 향토문화유산은 다음 각 호의 어느 하나에 해당하는 것을 말한다.
1. 「문화재보호법」또는 「경상북도 문화재 보호 조례」에 의거 문화재로 지정되지 아니한 것으로서 향토의 역사와 예술, 학술상 가치가 있는 것과 이에 준 하는 유·무형의 자료
2. 향후 문화재로서 보존가치가 있는 것으로 기대되는 유산
3. 향토문화, 토속, 풍속 등을 연구하는데 필요한 자료

## 지정 목록
| 번호 | 그림 | 명칭                | 소재지                                | 관리자                            | 지정일자             | 비고 |
| ---- | ---- | ------------------- | ------------------------------------- | --------------------------------- | -------------------- | ---- |
| 1호  |      | 봉평리 암각화       | 고령군 운수면 봉평리 산102            | 고령군청 (고령읍 왕릉로 55)       | 2012년 8월 1일 지정  |      |
| 2호  |      | 나씨할매릉          | 고령군 다산면 노곡리 산25             | 노곡리마을회 (다산면 노곡1길 49)  | 2012년 8월 1일 지정  |      |
| 3호  |      | 미륵불상            | 고령군 다산면 곽촌리 산29-3           | 이봉호 (다산면 상곡4길 51)        | 2012년 8월 1일 지정  |      |
| 4호  |      | 대분                | 고령군 개진면 오사리 산61             | 박성목 (우곡면 도진1길 5-6)       | 2012년 8월 1일 지정  |      |
| 5호  |      | 매림서원            | 고령군 쌍림면 송림1길 54-7            | 오해근 (쌍림면 송림2리 102)       | 2012년 8월 1일 지정  |      |
| 6호  |      | 대곡사              | 고령군 고령읍 큰골길 240-3            | 김수호 (고령읍 덕경길 7)          | 2012년 8월 1일 지정  |      |
| 7호  |      | 지지재              | 고령군 다산면 벌지2길 44-3            | 김중건 (다산면 벌지2길 5)         | 2012년 8월 1일 지정  |      |
| 8호  |      | 남와구거 (南窩舊居) | 고령군 우곡면 도진3길 17              | 박돈헌 (우곡면 도진3길 17)        | 2012년 8월 1일 지정  |      |
| 9호  |      | 모현정 (慕賢亭)     | 고령군 우곡면 도진1길 5-4             | 박성목 (우곡면 도진1길 5-6)       | 2012년 8월 1일 지정  |      |
| 10호 |      | 후송재 (後松齋)     | 고령군 다산면 벌지로 10               | 조택상 (다산면 송곡길 31)         | 2012년 8월 1일 지정  |      |
| 11호 |      | 학매정 (鶴梅亭)     | 고령군 쌍림면 학동길 70(하거리 494)   | 양천최씨학곡공파 학매정종중       | 2019년 10월 7일 지정 |      |
| 12호 |      | 반곡재 (盤谷齋)     | 고령군 쌍림면 반룡길 164-6(용리 59-1) | 여주이씨문순공파 고양군후예대종중 | 2019년 10월 7일 지정 |      |
| 13호 |      | 율수재 (聿修齋)     | 고령군 성산면 운교길 14(상용리 106)   | 성주이씨문열공파 운교종중         | 2019년 10월 7일 지정 |      |
| 14호 |      | 염수재 (念修齋)     | 고령군 운수면 흑수길 61-6(대평리 805) | 절강시씨대종회                    | 2019년 10월 7일 지정 |      |

## 참고 문헌
- 고령군 홈페이지 - 고시/공고
- 고령군보